# فالانتينوس الغنوصي
فالانتينوس (Valentinus أو Valentius) (حوالي 100 إلى 160 م) هو أحد أشهر وأنجح الثيولوجيين الغنوصيين المسيحيين المبكرين. أسس مدرسة في روما. قال ترتليان إنه كان مرشحا لأن يكون أسقف، ويفترض أنه عنى أسقف روما (حوالي 143 م)، لكن عندما اختير غيره انفصل عن الكنيسة وطور عقيدته الغنوصية.
أنتج فالانتينوس عدة كتابات لكن بقيت آثار قليلة منها. تعرف أفكاره الدينية بشكل مطور ومعدل من تلاميذه. حسب تعاليمه تلقى بعض المسيحيين فقط غنوسيس (المعرفة) التي سمحت لهم بالعودة إلى البلورما (القوى الإلهية)، بينما يحصل مسيحيون آخرون على شكل أدنى من النجاة وتهلك بقية البشرية.
كان له عدد كبير من الأتباع انقسموا إلى قسم شرقي وقسم غربي أو إيطالي.